# Bracon speerschneideri
Bracon speerschneideri är en stekelart som beskrevs av Otto Schmiedeknecht 1897. Bracon speerschneideri ingår i släktet Bracon och familjen bracksteklar. Arten är reproducerande i Sverige. Inga underarter finns listade.